# Five Manhattan West
Five Manhattan West, kan även stavas 5 Manhattan West, är ett höghus som ligger inom byggnadskomplexet Manhattan West på Manhattan i New York, New York i USA.
Byggnaden uppfördes 1969 som en byggnad för spedition. Den genomgick en totalrenovering mellan åren 2015 och 2017 och blev en fastighet för kontorsverksamhet. Byggnaden fick det nuvarande namnet. Den är 79,9 meter hög och har 15 våningar.